# Taiwan (ø)
 For alternative betydninger, se Taiwan (flertydig). (Se også artikler, som begynder med Taiwan)
 "Formosa" omdirigeres hertil. For andre betydninger af Formosa, se Formosa (flertydig).
Taiwan (tidligere Formosa, traditionel kinesisk 臺灣, forenklet 台湾, pinyin: Táiwān; taiwansk: Tâi-oân) er en ø øst for det kinesiske fastland, der nu udgør størstedelen af Republikken Kina, skilt af det 120-170 km brede Fukienstræde eller Formosastræde.
Kinas nationalistregering, der havde regeret hele Kina siden 1911, flygtede, med Chiang Kai-shek i spidsen, til Taiwan i 1949 efter at være slået af kommunisterne i den kinesiske borgerkrig.
Førhen blev Taiwan på europæisk benævnt Formosa (portugisisk for "det smukke land").
Indtil 1971 var Taiwan, under betegnelsen Kina ("Republikken Kina", i modsætning til Maos kommunistiske "Folkerepublikken Kina" på fastlandet) permanent medlem af FNs sikkerhedsråd.
- Wikimedia Commons har flere filer relateret til Taiwan (ø)

23°46′N 121°00′Ø / 23.77°N 121°Ø